# مدینه (مجموعه تلویزیونی)
مدینه نام مجموعه تلویزیونی به کارگردانی سیروس مقدم و به تهیه‌کنندگی زینب تقوایی که در ایام ماه رمضان سال ۹۳ از شبکه شبکه یک سیما پخش شد. سریال روایت زنی است که هم قهرمان است و هم ضد قهرمان، او مدینه نام دارد و دچار فراز و نشیب هایی می شود.

## بازیگران
- پریوش نظریه: مدینه کاشانی (همسر سابق شهرام، همسر دوم جهان، مادرخوانده بهمن، عمه هانیه)
- مجید صالحی: عزیز (برادر روحی، دایی بهمن)
- شبنم مقدمی: روحی (خواهر عزیز، همسر اول جهان، مادر بهمن)
- آتیلا پسیانی: جهان (همسر اول روحی، همسر دوم مدینه، پدر بهمن)
- مهرداد صدیقیان: بهمن (پسر جهان و روحی، پسر خوانده مدینه، همسر هانیه)
- آناهیتا افشار: هانیه کاشانی (برادرزاده مدینه، همسر بهمن)
- مهدی سلطانی: عبدی (شریک جهان)
- داریوش سلیمی: سعید کاشانی (برادر مدینه، پدر هانیه)
- مریم کاویانی :فاطمه (مادر هانیه)
- بهزاد فراهانی: بلبل
- رضا رویگری: شهرام (همسر اول مدینه)
- مریم بوبانی: طاهره (خواهر عبدی)
- لیندا کیانی: مینا عبدی (دختر عبدی)
- شیوا ابراهیمی: پرستار
- سید مهرداد ضیایی: شهاب نیازی
- گلاره عباسی: بیتا مشفق (خواهر سالار)
- آرام جعفری: سارا (همسر برادر بیتا)
- آرش آصفی: سالار مشفق (همسر سارا، برادر بیتا)
- علیرضا مهران: افلاطون
- رابعه مدنی: مامان خجسته (مادر مدینه)

## خلاصه داستان
داستان فیلم دربارهٔ زنی به نام مدینه (پریوش نظریه) است که همسرش در اب دریا غرق شده‌است و کارخانهٔ به جا مانده از او را با پسر خوانده اش بهمن (مهرداد صدیقیان) که از بچگی او را بزرگ کرده‌است، اداره می‌کند… عبدی (مهدی سلطانی) شریک کارخانه پس از مرگ جهان (آتیلا پسیانی) همسر مدینه، مشکلاتی برای مدینه در کارخانه به وجود می‌آورد که در پی آن مدینه و بهمن قصد خرید سهم او را می‌کنند… بهمن برای حمایت از مدینه برای خرید سهم عبدی پول نزول می‌کند، اما با مرگ عبدی همه چیز پیچیده می‌شود و مدینه و بهمن مجبور می‌شوند برای پرداخت پول‌های نزولی کارخانه را بفروشند… صاحب جدید کارخانه در ازای دادن سهمی از کارخانه به بهمن شرطی برای او می‌گذارد که انجام آن برای بهمن بسیار دشوار است…

## جوایز و نامزدها
| ۱۳۹۴ | پانزدهمین دوره جشن حافظ |                                 |             |          |
| ۱۳۹۴ | پانزدهمین دوره جشن حافظ | بهترین بازیگر زن درام تلویزیونی | شبنم مقدمی  | برنده    |
| ۱۳۹۴ | پانزدهمین دوره جشن حافظ | بهترین بازیگر زن درام تلویزیونی | پریوش نظریه | نامزدشده |